# 虚像小丑
《虚像小丑》是日本作家東野圭吾的短篇推理小說集，也是「伽利略系列」的第七本小說。2012年8月10日由文藝春秋發行單行本。簡中版代理日本單行本，譯為：虚像小丑；繁中版代理日本文庫本，譯為：虛像的丑角，並且收錄「透視す（透視）」、「曲球る（曲球）」、「念波る（念波）」三章短篇。
作者在創作《伽利略的苦惱》時曾因才思枯竭而生出終止連載伽利略系列短篇的念頭，但之後在長篇第三彈《真夏方程式》連載結束後不久的某天，腦中突然浮現「一根手指也不碰就讓對方摔死的方法」的構思。因無法抗拒想寫這個手法的念頭，於是創作出本作第一個短篇《幻惑》，之後的短篇都是將為了單行本化而苦心構築的構思寫作出來的故事。據說直到下一部作品《禁斷的魔術》的構想出現前，作者一直想以本作作為短篇系列結尾的作品。另外作者談到在執筆過程中感覺到自湯川和草薙以偵探角色初登場以來已過16年，像養大自己的孩子似的。即使才思枯竭，為了能讓湯川和草薙活躍於故事中，也不會感到寫作的辛勞。
本作內容和收錄5篇短篇的前幾作短篇集不同，只收錄4篇短篇。此外也出現草薙請求湯川幫忙的場面。本作在一周內賣出4.5萬本，在2012年8月27日發表的ORICON排行榜（BOOK綜合部門）獲得首位。在同一部門中獲得首位的東野作品，自同年3月發售的《解憂雜貨店》相隔5個月；自同系列的《聖女的救濟》（2008年10月發售／文藝春秋）相隔3年9個月。

## 故事簡介
關於湯川學、草薙俊平、內海薰等人物請參看「伽利略系列－登場人物」。

### 第一章
- 副標題：幻惑（幻惑す）

週刊雜誌宗教法人「苦愛會」在本部大樓取材時，擔任「苦愛會」第五部長職位的男人從五樓的窗戶墜落身亡。表面看起來第五部長是因為盜用公款被教祖連崎至光質問而跳樓自殺，但連崎則聲稱那是自己用念力令第五部長墜樓，並向警方自首。轄區警察對連崎的口供感到疑惑，於是拜託草薙偵查此案。雖然一開始草薙懷疑信徒和雜誌記者是共犯，但之後發現週刊雜誌和苦愛會沒有是共犯的可能性。從草薙那裡聽說案件的湯川也因「似乎與物理學沒什麼關係」而不予協助，案件最終以自殺定論。之後草薙對此案依然不釋懷，另一方面苦愛會也因週刊雜誌的報導而受到高度矚目。然而其影響力在草薙身邊引起了不小的風波，對此看不過眼的湯川和草薙再次著手調查案件，湯川更和連崎對峙，揭開所謂念力的真面目。

### 第二章
- 副標題：心聽（心聴る）

OL脇坂睦美因為只有自己才聽得到的類似飛蟲在周圍飛動的聲音而困惱。而此時睦美的上司·部長早見達郎從公寓的家中陽台墜落身亡。因為早見在墜樓前的行動有很多奇怪之處，於是草薙和內海向包括睦美在內的相關人員詢問詳情，但因找不到證明他殺的決定性證據而終止搜查。之後過了不久，患上傷風的草薙去醫院看病時遇到一個周圍搗亂發狂的男人，雖然很快將其制服，但卻被刀刺傷而入院。從警察學校的同學兼轄區警察北原那裡，草薙打聽到刺傷自己的男人加山幸宏受幻聽困擾，精神變得衰弱，並且加山與早見任職於同一公司的相同職位。因此草薙開始懷疑此事與早見一案之間必有聯繫。
之後內海和北原一同拜訪湯川，拜託他驗證草薙認為有人故意讓早見和加山產生幻聽的推論。湯川則鼓動對草薙的推論不屑一顧的北原去讓加山和自身對話，讓內海和北原前往睦美的住所，並特別指示「加山產生幻聽時在他身旁的人，就是讓他困擾於幻聽的人」。

### 第三章
- 副標題：偽裝（偽装う）

湯川和草薙出席在山中開度假村旅店的大學時代羽毛球部的朋友的婚禮。在前往旅店途中，他們的車胎被刺破。這時桂木多英借了雨傘給在雨中換車胎的草薙和湯川。此後桂木的雙親被發現慘死在旅店的別莊裡。多英的父親武久坐在搖椅上被霰彈槍射殺，母親亞紀子則被扼殺倒在地上。因大雨引發的泥石流將連接旅店和別莊的唯一道路封鎖，草薙於是急忙承擔案件的初始調查。之後查明身為作詞家的武久的弟子鳥飼修二懷疑武久盜取了自己創作的歌詞，而當時他打算和武久在別莊談話，因此懷疑鳥飼是犯人。湯川在看了草薙拍攝的現場照片後，對現場的狀況感到些許不協調。之後湯川開始注意到多英，並向她提出質問，最終揭露出在現場實施的偽裝。

### 第四章
- 副標題：演技（演技る）

劇團「青狐」的領班駒井良介在自家中被刺殺。殺害駒井的同劇團女演員神原敦子利用駒井的手機製造不在場證明，假裝受到駒井的來電前往駒井家，成為屍體的第一發現人。更以手機拍攝煙花照片的拍攝時間，使人誤以為駒井在打電話的時候被殺，藉此逃避嫌疑。然而在查出凶器是劇團內使用的刀，眾人皆認為是劇團內部的人作案之時，草薙和內海仍然感覺是敦子使用了不在場詭計，而一步步向真相核心進逼。期間，與劇團有關聯的湯川偶然接受了敦子打聽警察調查情況的詢問。在從草薙那裡將案件的前因後果了解之後的湯川，將注意力集中在劇團的刀被用作兇器的理由，最終在看過現場後湯川失聲笑道「這麼簡單的詭計居然可以騙過全天下的警察」，並揭開了敦子真正想下手的對象。

## 登場人物
第一章
- 連崎 至光（Renzaki Shikou）

宗教法人「苦愛會」的教祖。在五年前建立「苦愛會」，原本是個按摩師，在致力研究氣功之後成為氣功師進行外氣功診療。由於療效得到好評，引起全國的議論。
真名為石本一雄，但本人捨棄了那個名字（據本人自稱，“連崎至光”是聖人授予的名字）。在本部進行以淨化靈魂為目的的送念時，要將名為「淨化之間」的房間的窗戶打開再進行。
- 里山 奈美（Satoyama Nami）

訪問「苦愛會」的「週刊TRY」的女記者。外貌較孩子氣，容貌推定30歲左右。最初為了揭露「苦愛會」欺瞞大眾的真相而冒險和攝影師山田一起前往採訪，但在目擊了連崎用念力將中上推下樓的場面後相信了連崎的力量，並加入了「苦愛會」。
- 藤岡（Fujioka）

和草薙一起負責偵查「苦愛會」一案的轄區刑警。面相和善的小個子。在「苦愛會」一案以自殺結論之時，收到來自「苦愛會」信徒的告密，對案件保持懷疑，並找草薙商量。
- 中上 正和（Nakagami Masakazu）

「苦愛會」的第五部長兼經理。被懷疑挪用會內資產。從「苦愛會」本部大樓五樓墜下身亡。
- 佐代子（Sayoko）

連崎的妻子。五官端莊，給人溫順質樸感覺的女性。雖是「苦愛會」的信徒，但由於會規限制，身為教祖家屬不能擔任幹部。
- 真島（Majima）

「苦愛會」的第一部長，連崎的大弟子。
- 守屋 肇（Moriya Hajime）

「苦愛會」的第二部長。
第二章
- 北原 信二（Kitahara Shinji）

擔任搜查加山事件的警察。和草薙是在警察學校時代的同期生，都以進入搜查一課為目的而視彼此為競爭對手，但因草薙更早一步升任到搜查一課而暗中嫉妒。主觀很強，對數次幫忙解決案件的湯川也如同對待一般人般不給好臉。
- 脇坂 睦美（Wakisaka Mutsumi）

任職於商業機器製造商「Penmax」營業部的OL。從任職於廣告部的朋友那裡聽到了早見和廣告部某人有著婚外情關係，因為曾經和同事說過此事，於是被草薙等人委託作為眼線幫他們在公司進行調查。
- 早見 達郎（Hayami Tatsurou）

「Penmax」營業部部長，睦美的上司。和廣告部的女性有婚外情關係，但那位女性在看見早見沒有離婚的意思之後就因此在三個月前自殺。
- 長倉 一惠（Nagakura Kazue）

睦美的同事，知道睦美有幻聽。
- 加山 幸宏（Kayama Yukihiro）

32歲，「Penmax」營業部職員。業績優秀，被提拔為大型項目的負責人。
- 村木（Muraki）

「Penmax」營業部課長。在職員會議途中，目睹了加山發狂的場面，並向北原提供了證詞。
- 小中 行秀（Konaka Yukihide）

「Penmax」營業部職員。和加山同期入職。
第三章
第四章

## 出版書籍
| 出版社         | 出版日期      | 格式   | 頁數   | ISBN                   | 譯者   |
| -------------- | ------------- | ------ | ------ | ---------------------- | ------ |
| 文藝春秋       | 2012年8月10日 | 單行本 | 276頁  | ISBN 978-4-16-381570-1 | 不適用 |
| 上海譯文出版社 | 2014年1月     | 平裝書 | 232頁  | ISBN 978-753-276422-8  | 鄭悅   |
| 文藝春秋       | 2015年3月10日 | 文庫本 | 475頁  | ISBN 978-4-16-790311-4 | 不適用 |
| 皇冠文化       | 2017年7月31日 | 平裝書 | 368頁  | ISBN 978-957-333-317-3 | 王蘊潔 |
| 新经典文化     | 2021年6月     | 平装书 | 336 页 | ISBN 978-753-022129-7  | 李盈春 |

## 書籍評價
- 2012年 「週刊文春推理小說 Best 10」　第16名[1]

## 外部連結
- （日語）【オリコン】東野圭吾「ガリレオ」シリーズ第7弾、登場2週目で首位獲得 （页面存档备份，存于）
- （日語）http://bunshun.jp/pick-up/kyozo/ （页面存档备份，存于）
- （简体中文）东野圭吾“短推理”再度来袭
- （简体中文）东野圭吾开始展现“短推理”   “神探伽利略”系列《虚像小丑》与《禁忌魔术》中译本引进
- （繁體中文）東野圭吾“神探伽利略”系列新作出中文版